# Tjeckiska köket

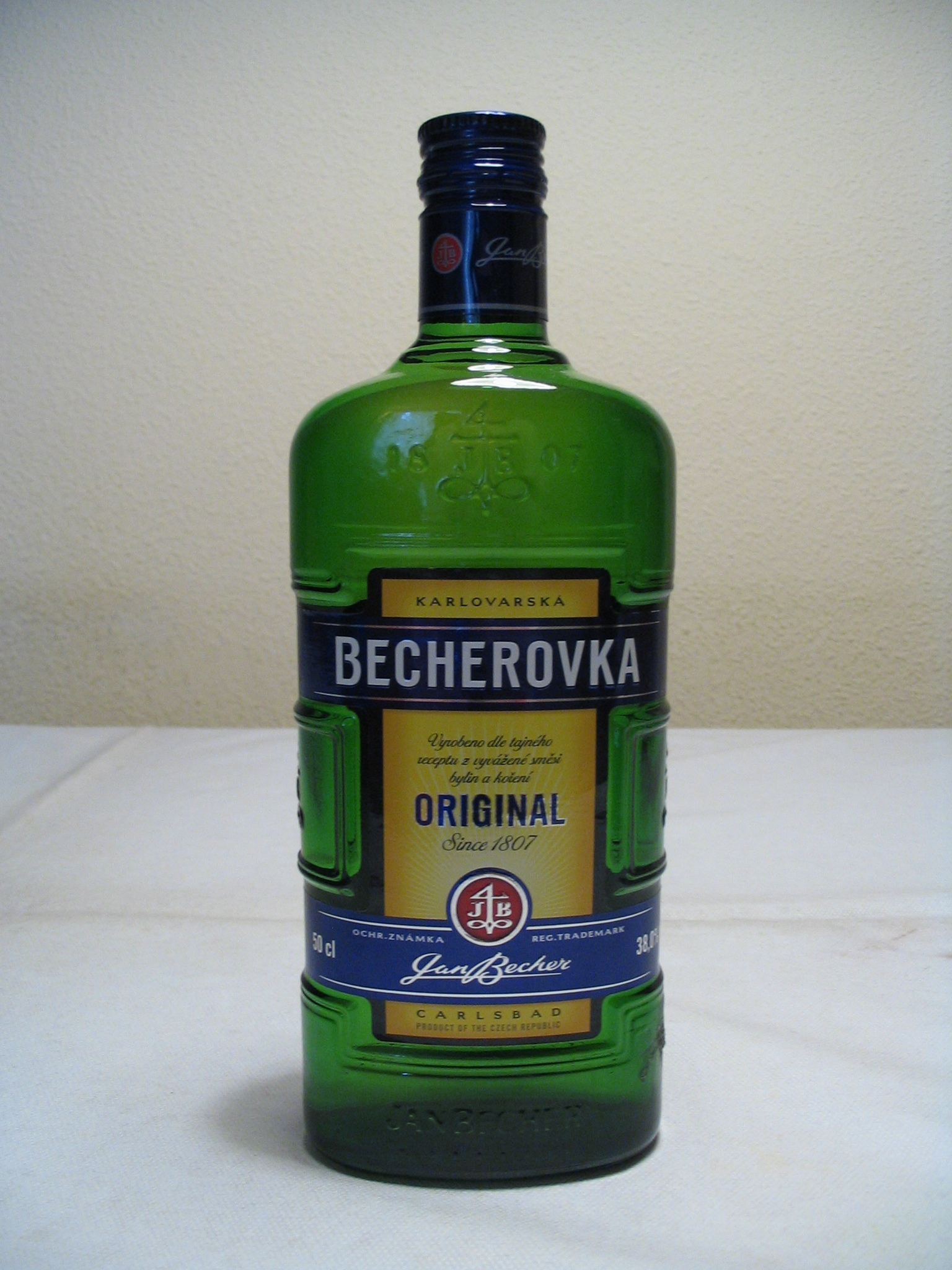
Becherovka.

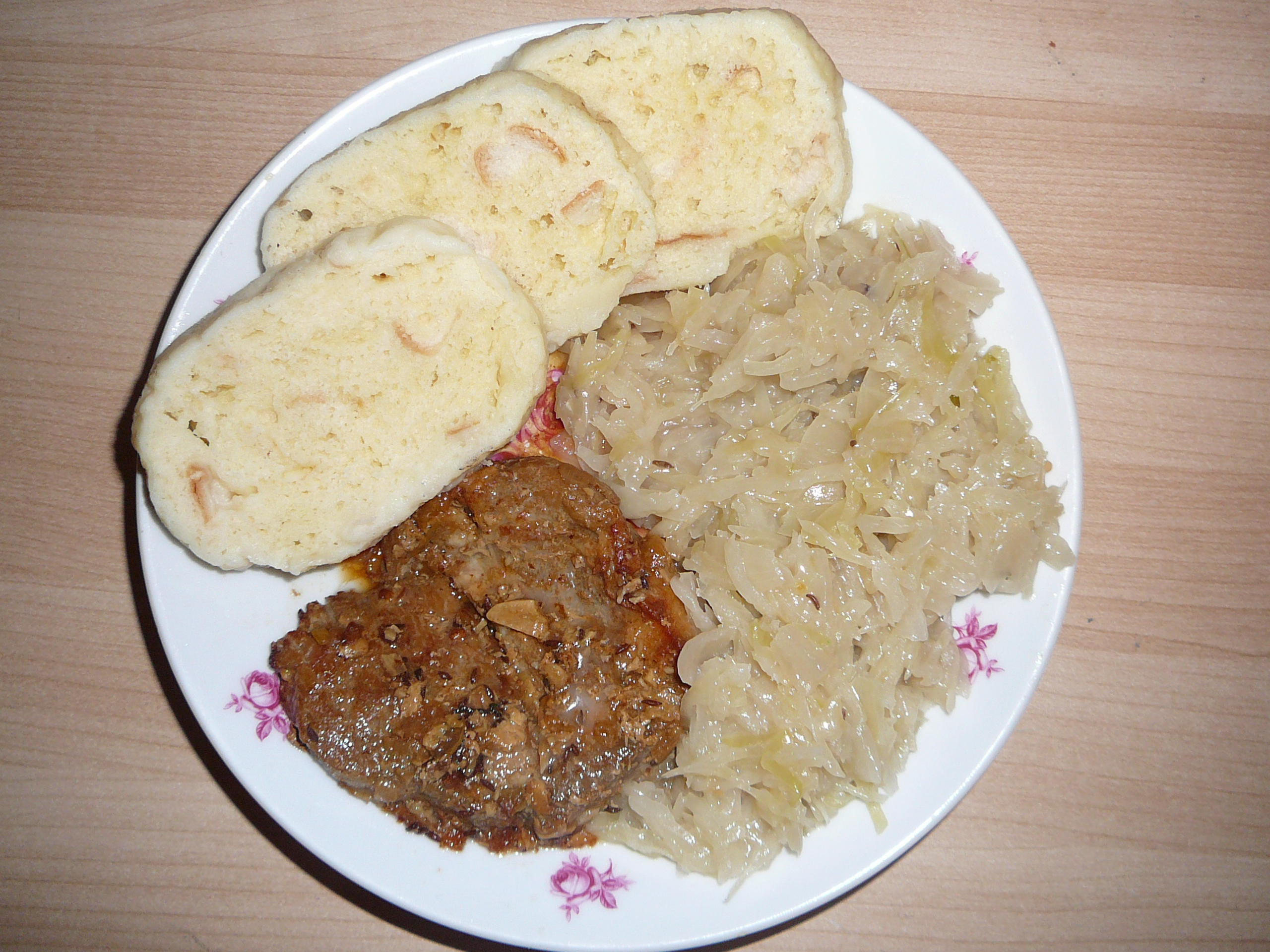
Vepřo-knedlo-zelo, bakat fläsk med knödel och surkål.

Tjeckiska köket är den matkultur och de mattraditioner som finns i Tjeckien. Köket är influerat av regionen landet ligger i, och har många centraleuropeiska likheter. Det finns även likheter med det ungerska och österrikiska köket, där köttsorter som fläskkött, fågelkött och viltkött utgör stammen. 
Traditionella rätter i Tjeckien är till exempel olika sorters schnitzlar (kött som mörats och panerats), gulasch och korv. Nationalrätten är dock "vepřo-knedlo-zelo", bakat fläsk med potatisknödel och surkål. En rad insjöfiskar är också populära, liksom svamp. Liksom i grannländerna är lunchen det största målet på dagen, och inleds vanligtvis med någon form av redd eller klar soppa. Huvudrätterna serveras ofta med knödel och andra klimpar. Karp är landets nationalfisk , och serveras främst på julen, även om den går att få tag i året runt. 
Tjeckien är känt för sitt öl, med märken som Pilsner Urquell och Budweiser. De senaste tjugo åren har ölkonsumtionen minskat med 20 liter per person, till fördel för vinkonsumtionen som har ökat. 2005 drack tjeckerna 163,5 liter öl per person, en siffra som sjönk till cirka 150 liter 2009 och sedan 148,6 liter per person 2013. Staropramen är landets näst största ölbryggeri, och har producerat öl sedan 1871. Bryggeriet producerar 300 fat och 48 000 flaskor i timmen vilket ger 1,3 miljoner hektoliter öl om året. 25 % av all Tjeckiens producerade öl exporteras till över 30 olika länder. Den gula bittern becherovka är vanlig i landet, och har förutom dess användande som alkoholdryck använts som medicin. 
Tjeckien har också en omfattande vinproduktion, främst koncentrerad till södra Mähren. Bland distrikt som utmärker sig återfinns bland andra Pálava, nära staden Mikulov.